# Aturbina
Aturbina is een geslacht van haften (Ephemeroptera) uit de familie Baetidae.

## Soorten
Het geslacht Aturbina omvat de volgende soorten:
- Aturbina beatrixae
- Aturbina georgei
- Aturbina maculata
- Aturbina nigra